# 蠢動
『蠢動』（しゅんどう）は、1982年10月2日に公開された日本映画。
「時代劇を追求し続ける自主映画作家」として注目を集める三上康雄が、プロの協力を得て製作した自主映画では初の16ミリでの時代劇映画。
2013年10月公開の『蠢動 -しゅんどう-』は、この作品を原案として、劇場用作品として三上康雄自らが脚本・監督した。同作の豪華特別版ブルーレイ特典映像としてHDリマスター版の本作が収録されている。

## キャスト
- 原田大八郎 - 西田良： 因幡藩剣術師範
- 荒木源義 - 玉生司朗： 因幡藩城代家老
- 西崎隆峰 - 汐路章： 公儀の使者
- 松宮十三 - 松田政男： 公儀剣術指南役
- 香川由紀 - 古川京子： 香川の姉
- 香川廣樹 - 三上康雄： 因幡藩々士
- 草茄 - 叶貞二： 討伐隊々士
- 藤田 - 平岡靖弘： 討伐隊々士
- 木村 - 小川浩史： 討伐隊々士
- 山崎 - 村山忠之： 討伐隊々士
- 伊藤 - 福井秀夫： 因幡藩用人
- 高津 - 佐々木高幸： 因幡藩々士
- 八神 - 西光好次： 因幡藩々士

## スタッフ
- 監督：三上康雄
- 脚本：近藤誠二、三上康雄
- 企画協力：叶貞二、平岡靖弘
- 製作：三上康雄
- 撮影：岩井銀二
- 音楽：鉄砲博三郎
- 録音：中川清
- 照明：井野坂一男
- 編集：木村幸雄
- 衣装：松竹衣装